# نیک برتون
نیک برتون (انگلیسی: Nick Burton؛ زادهٔ ۱۰ فوریهٔ ۱۹۷۵) بازیکن فوتبال اهل بریتانیا است.
از باشگاه‌هایی که در آن بازی کرده‌است می‌توان به باشگاه فوتبال همپتون و ریچموند بورو، باشگاه فوتبال کراولی تاون، باشگاه فوتبال یئوویل تاون، باشگاه فوتبال ایستلی، باشگاه فوتبال تورکی یونایتد، باشگاه فوتبال استاینز تاون، باشگاه فوتبال ابسفلیت یونایتد، باشگاه فوتبال والتون کژوالس، باشگاه فوتبال آلدرشات تاون، باشگاه فوتبال فارن‌بورو، باشگاه فوتبال هارو بورو، و باشگاه فوتبال سنت آلبنز سیتی اشاره کرد.